# Велике Ґацно
Велике Ґацно (пол. Wielkie Gacno) — село в Польщі, у гміні Цекцин Тухольського повіту Куявсько-Поморського воєводства.
Населення — 108 осіб (2011).
У 1975-1998 роках село належало до Бидгощського воєводства.

## Демографія
Демографічна структура станом на 31 березня 2011 року:
|          | Загалом | Допрацездатний вік | Працездатний вік | Постпрацездатний вік |
| -------- | ------- | ------------------ | ---------------- | -------------------- |
| Чоловіки | 58      | 11                 | 43               | 4                    |
| Жінки    | 50      | 8                  | 31               | 11                   |
| Разом    | 108     | 19                 | 74               | 15                   |